# Кокжайдак
Кокжайда́к (каз. Көкжайдақ) — село у складі Аксуського району Жетисуської області Казахстану. Входить до складу Аксуський сільського округу.
Населення — 539 осіб (2021; 693 у 2009, 783 у 1999, 606 у 1989).